# Лусіано Слаґвеер
Лусіано Слаґвеер (нід. Luciano Slagveer, нар. 5 жовтня 1993, Роттердам) — суринамський футболіст, нападник угорського клубу «Академія Пушкаша».
Виступав, зокрема, за клуб «Геренвен», а також національну збірну Суринаму.

## Клубна кар'єра
Народився 5 жовтня 1993 року в місті Роттердам.
У дорослому футболі дебютував 2011 року виступами за команду «Геренвен», у якій провів шість сезонів, взявши участь у 126 матчах чемпіонату. Більшість часу, проведеного у складі «Геренвена», був основним гравцем атакувальної ланки команди.
Згодом з 2017 по 2020 рік грав у складі команд «Локерен», «Твенте» та «Еммен».
До складу клубу «Академія Пушкаша» приєднався 2020 року. Станом на 5 червня 2024 року відіграв за клуб з Фельчута 20 матчів у національному чемпіонаті.

## Виступи за збірні
У складі юнацької збірної Нідерландів (U-17) взяв участь у 8 іграх, відзначившись одним забитим голом.
Протягом 2012–2013 років залучався до складу молодіжної збірної Нідерландів. На молодіжному рівні зіграв у 4 офіційних матчах.
У 2024 році дебютував в офіційних матчах у складі національної збірної Суринаму.